# Escuela Presidente José Manuel Balmaceda

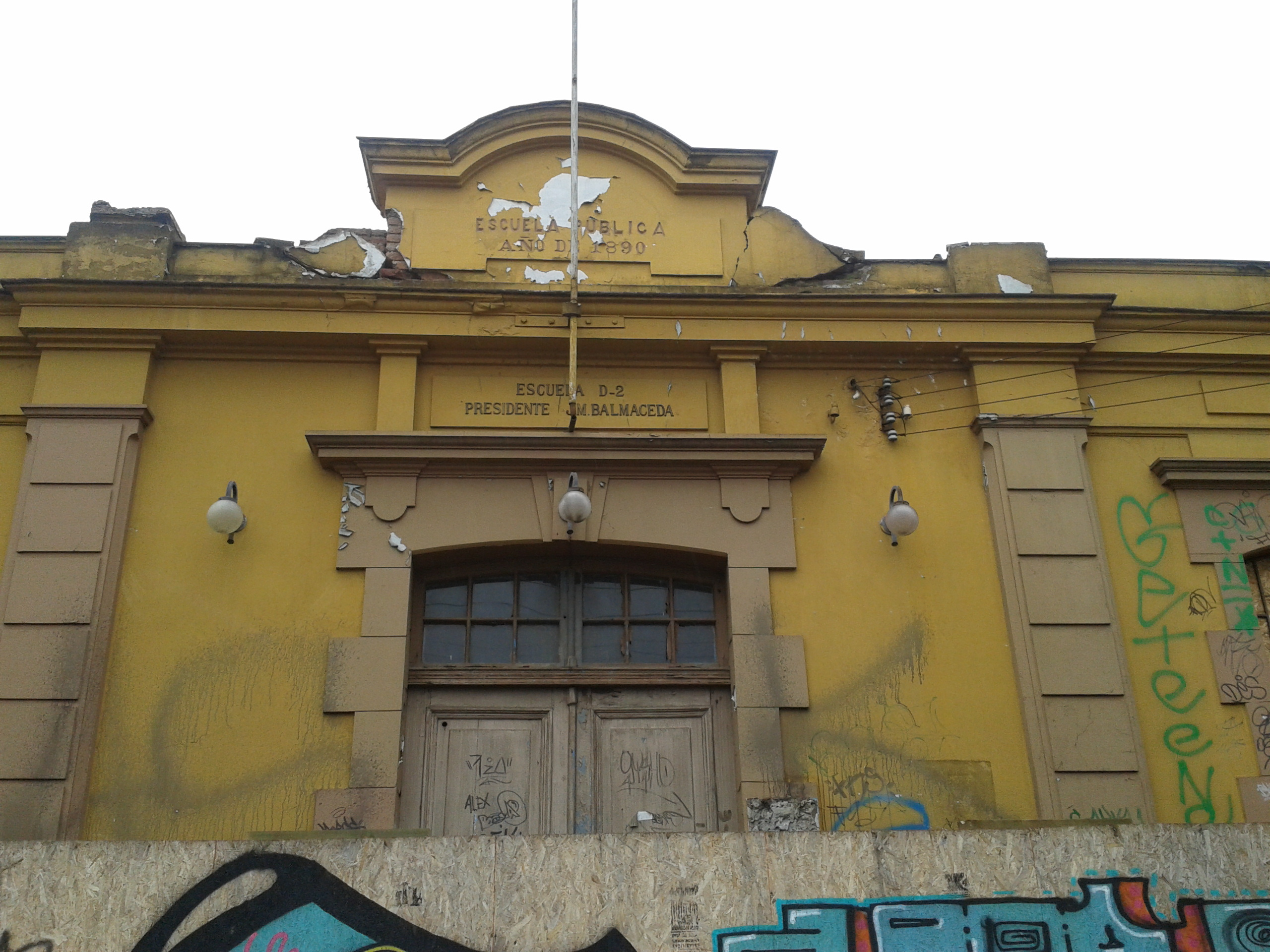
Escuela Balmaceda

La Escuela Presidente José Manuel Balmaceda (D-2) es un ex-establecimiento educacional ubicado en la intersección de las calles Merced y O'Higgins, en el casco histórico de la ciudad de Curicó, región del Maule. 
Su construcción fue encargada en el año 1890 por el presidente José Manuel Balmaceda, la cual, en cuyo honor lleva su nombre. Debido a que la escuela es considerada parte de la memoria histórica de la ciudad y sus habitantes, fue declarada Monumento Nacional de Chile, en la categoría de Monumento Histórico, mediante el Decreto n.º 764, del 13 de septiembre de 2004. En la actualidad, el edificio se encuentra en desuso debido a los múltiples daños causados por el terremoto del 27 de febrero del 2010.

## Historia
La escuela nace con el ideario de escuela pública e independiente de las órdenes religiosas, como se había dado hasta la llegada al poder del liberal don José Manuel Balmaceda –pretendía el desarrollo del país, mediante un plan de obras públicas que incluían las escuelas–, siendo él precisamente quien encargó la construcción de la escuela en el año 1890 y en cuyo honor lleva su nombre. Por otro lado, la escuela es creada por decreto supremo en el año 1896 bajo el gobierno de don Pedro Montt siendo la primera escuela pública de la comuna; su primer director fue don Antolín Avilés cuando esta se llamaba “Preceptor de la Escuela Experimental Municipal”.
En un comienzo se pensó como una Escuela Experimental con cursos de primero a quinto de enseñanza primaria. Luego, en 1935 se agrega el sexto año, para así, completar la enseñanza primaria; de esta forma, alcanza el título de Escuela Superior de Hombres N.º 1. En 1943, el hijo ilustre de la ciudad, don Ventura Baeza Cáceres, asume la dirección de la escuela. En esta misma década, la institución empieza a recibir adultos en busca de superación, recibiendo el nombre de Escuela Nocturna N.º 4; proyecto que duraría cuarenta años.
Durante el gobierno del presidente Eduardo Frei Montalva, se impulsó una reforma educacional que garantiza el acceso a la educación, independiente de su estatus socioeconómico. Esta reforma obligó a ampliar la educación básica a 8 años, creándose así, en 1968, los cursos de séptimo y octavo básico. Unos años más tarde pasa a llamarse Escuela Superior de Hombres D-N.º 2 y por decreto del ministerio de educación N.º 2103 se le da el nombre de “Presidente José Manuel Balmaceda”, su denominación actual.
En el año 2004, el día 13 de septiembre, la Escuela Presidente José Manuel Balmaceda es declarada Monumento Nacional de Chile, en la categoría de Monumento Histórico, mediante el Decreto n.º 764; gracias a las características arquitectónicas y estilísticas del edificio, y también, por ser parte de la memoria histórica de la ciudad de Curicó  y sus habitantes, durante generaciones. Además, se enmarca en el “"Programa Patrimonio Educacional, desde el Patrimonio mirando a la Educación del Futuro" que permite a la comunidad conocer y valorar su patrimonio educacional y ampliar su perspectiva histórica, fortaleciendo sus raíces a través de la identidad.

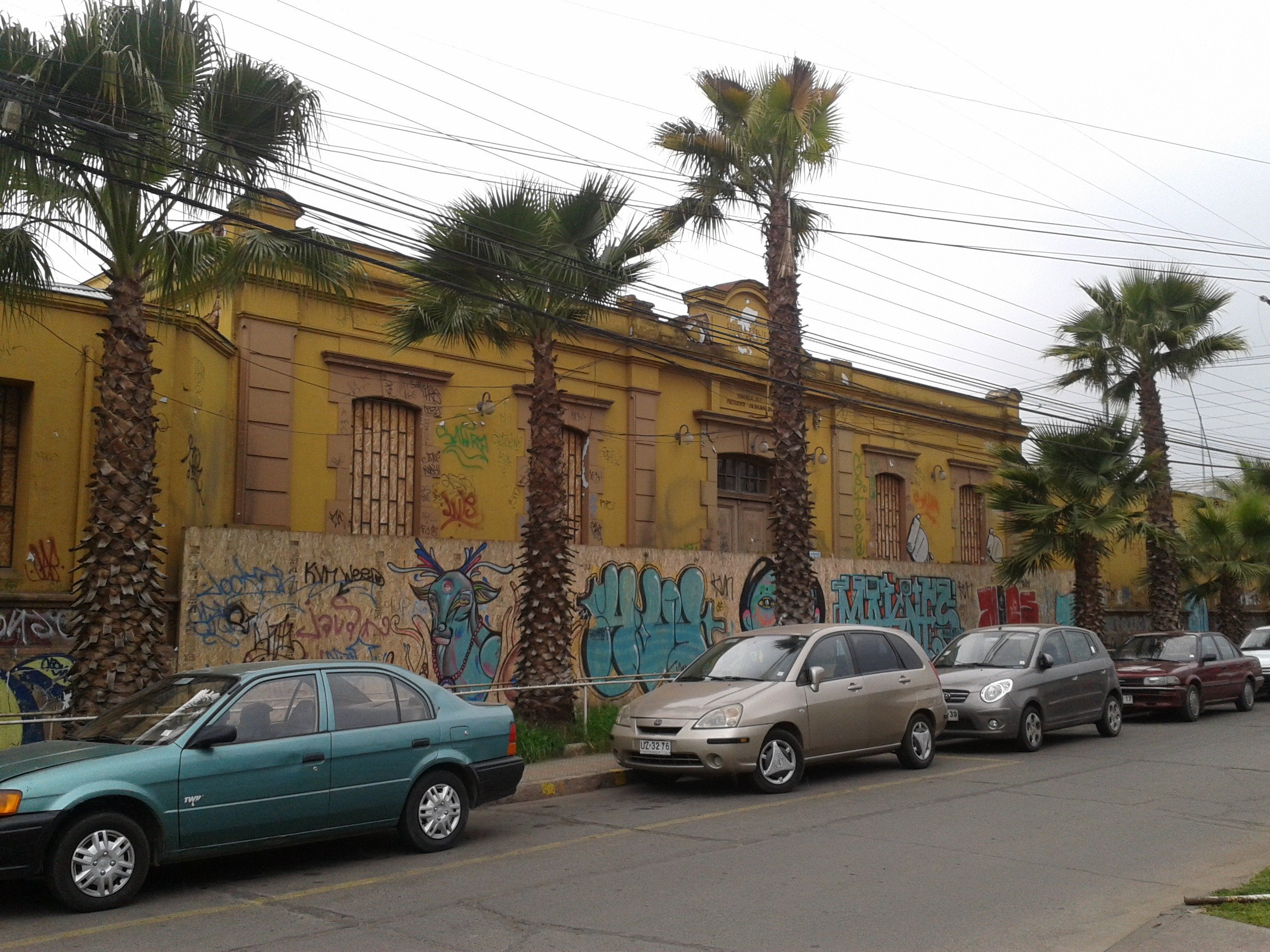
Escuela Balmaceda 4

### Ex- alumnos destacados
La Escuela se siente orgullosa de tener entre sus exalumnos a destacadas personalidades a nivel nacional e internacional, entre los que destacan:
| Nombre              | Profesión                             |
| ------------------- | ------------------------------------- |
| Bernardino Correa   | Profesor normalista y cantante lírico |
| Fernando Valenzuela | Cantante                              |
| Benito Rebolledo    | Pintor                                |
| Raul Alarcon        | Cantante                              |

## Arquitectura

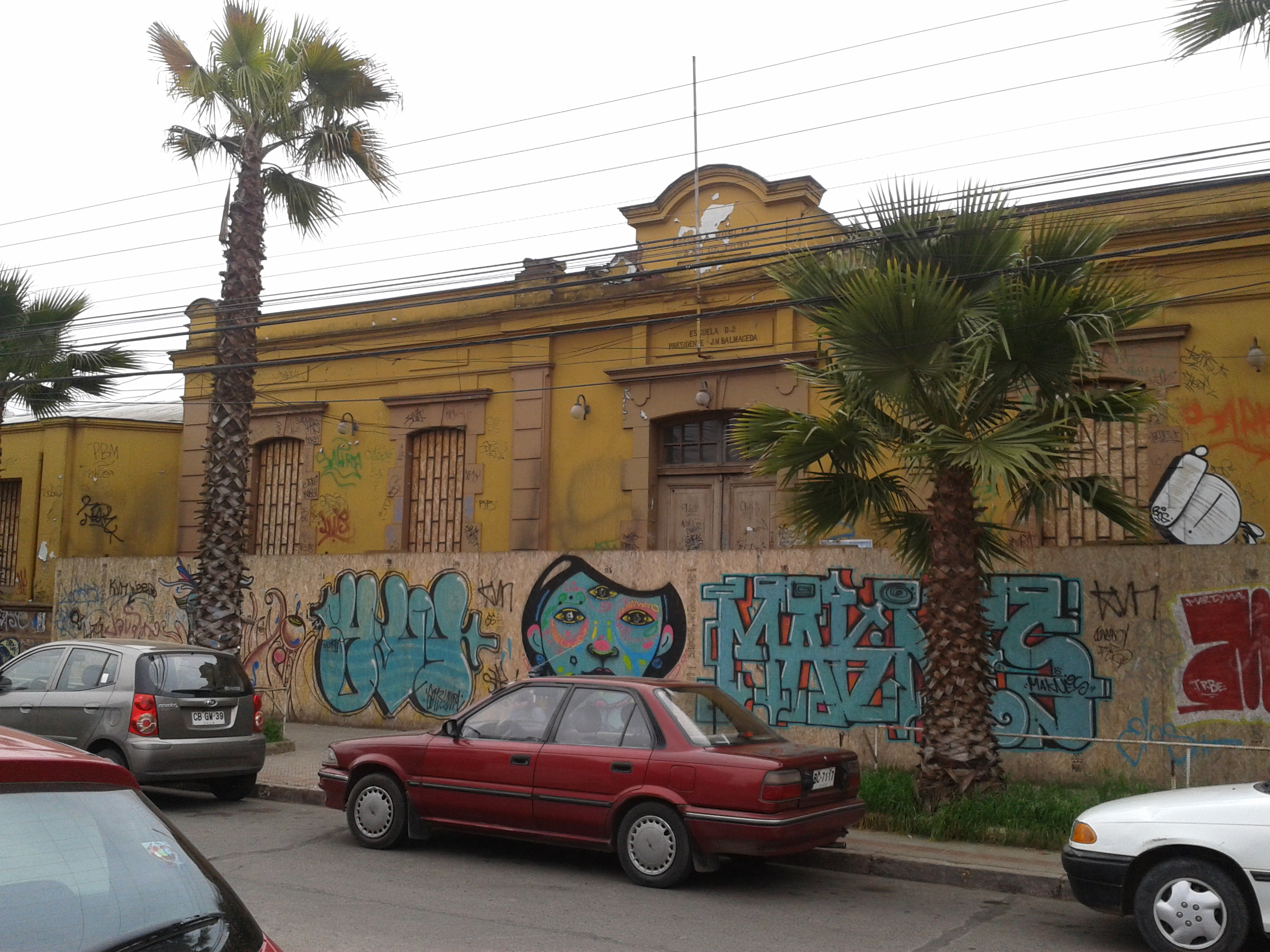
Escuela Balmaceda 3

El edificio tiene una fachada de estilo ecléctico la que armoniza, en cuanto a escala con el barrio en que se emplaza, conformando una unidad con las construcciones vecinas. Por otro lado, el edificio es típico del estilo neoclásico fiscal propio de las construcciones del gobierno de Balmaceda. Sus muros son de albañilería compuestos de ladrillos de 40 cm de espesor, la estructura de la cubierta está conformada por cerchas de madera de roble y una cubierta de planchas de zinc. La distribución es homogénea y sobria, en cuanto a los pilares interiores estos son bien proporcionados.

## Actualidad
La escuela cuenta con 145 alumnos de educación básica y 33 profesores, además, del personal administrativo, sin embargo, estos se encuentran en un establecimiento de emergencia (contenedor), debido a los graves daños sufridos por el terremoto del 27 de febrero del 2010. Es decir, el monumento nacional se encuentra en completo abandono, luego de haber visto fracasar el proyecto presentado por la constructora de don Claudio Navarrete. En este momento la restauración, se encuentra estancada en trámites burocráticos, los cuales afectan y deterioran el monumento nacional, en perjuicio de la comunidad educativa, y también, de la ciudad de Curicó.